# تاريخ التطهيرية في عهد الملكة إليزابيث الأولى
شهد عهد الملكة الإنجليزية إليزابيث الأولى، منذ عام 1558 إلى 1603، بداية حركة التطهيرية في إنجلترا، وصدامها مع سلطات كنيسة إنجلترا، وقمعها مؤقتًا بصفتها حركة سياسية في التسعينيات من القرن التاسع عشر من قبل القضاء. أدى ذلك إلى مزيد من الاغتراب بين الأنجليكان والتطهيريين في القرن السابع عشر خلال عهد الملك جيمس الأول (1603-1625) وعهد الملك تشارلز الأول (1625-1649)، ما أدى في نهاية المطاف إلى الحرب الأهلية الإنجليزية (1642-1651)، والحكم القصير لحامي إنجلترا التطهيري أوليفر كرومويل (1653-1658)، والكومنولث الإنجليزي (1649-1660). أفضى ذلك كله إلى الحرية السياسية والدينية والمدنية التي يُحتفل بها اليوم في جميع البلدان الناطقة باللغة الإنجليزية.
سعت حركة التطهيرية الإنجليزية في عهد إليزابيث، وما بعدها، إلى تعزيز عملية الإصلاح لكنيسة إنجلترا، والقضاء على تأثير الكاثوليكية الرومانية في بلادهم، وتعزيز المصلحة الوطنية للتاج الإنجليزي والشعب الإنجليزي تحت اعتراف بروتستانتي واحد، يمتثل كليًا للكتاب المقدس واللاهوت الإصلاحي. ستؤدي هذه الرؤية التطهيرية التي بدأت في عهد إليزابيث في نهاية الأمر إلى تشكيل الجمعية والمعايير الوستمنسترية، خاصة اعتراف وستمنستر الإيماني، والتعاليم القصيرة، والتعاليم الطويلة، ودليل العبادة العامة.

## خلفية تاريخية، حتى عام 1559
بدأ الإصلاح الإنجليزي في الثلاثينيات من القرن السادس عشر، عندما فصل الملك هنري الثامن كنيسة إنجلترا عن الكنيسة الرومانية الكاثوليكية وسلطة البابا. ظل البروتستانت أقلية وسط الإنجليز خلال فترة حكم هنري، وكان هنري مترددًا حيال تفضيل مستشاريه البروتستانت والمحافظين الذين يرغبون في الحفاظ على المعتقدات والممارسات الكاثوليكية.
كان البروتستانت أيضًا منقسمين بين أنفسهم. عارض اللوثريون والكنائس الإصلاحية السويسرية بعضهم بعضًا، في الأربعينيات من القرن السادس عشر، في قضايا كالقدر واستخدام الصور الدينية. يعتقد الإصلاحيون أن التماثيل والزجاج الملون والصور في الكنيسة ممارسات وثنية. كما أنهم لا يحبون استخدام الصدرية التقليدية، مفضلين أن يرتدي وزراؤهم ثيابًا سوداء. استبدل الإصلاحيون القداس البهيج للكنيسة الوسطى بخدمات بسيطة للصلاة والوعظ. يؤمن اللوثريون، على عكس الإصلاحيين، بالوجود الموضوعي والحقيقي للمسيح في العشاء الرباني، وليسوا معارضين لاستخدام الصور الدينية والزي الرسمي الكهنوتي. أصبح العديد من البروتستانت الإنجليز على اقتناع بأن الكنائس الإصلاحية أكثر وفاءً للمسيحية الكتابية.
اتخذ الإصلاح الإنجليزي طابعًا إصلاحيًا (أو كالفينيًا) في عهد ابن هنري، إدوارد السادس. اعتنق البروتستانت الإنجليز الرائدون، كتوماس كرانمر، رئيس أساقفة كانتربيري، بحلول عام 1548، وجهات نظر إصلاحية حول العشاء الرباني. دُمج اللاهوت البروتستانتي في قداس جديد موجود داخل كتاب الصلاة المشتركة 1549 وبشكل أكثر وضوحًا في تنقيح عام 1552. حُظر التطواف الديني وسُمح بالزواج الكهنوتي. أُلغيت الصلاة على الموتى والقداسات الرثائية ومؤسسات الصدقة التي دعمتها. دُمرت التماثيل ونوافذ الزجاج الملون واللوحات الجدارية في كنائس الأبرشيات. استُبدلت الصلبان بشعارات الملكية الإنجليزية.
توفي إدوارد السادس عام 1553، وتسلمت أخته الكاثوليكية غير الشقيقة العرش باسم ماري الأولى ملكة إنجلترا. سعت ماري لإنهاء الإصلاح الإنجليزي واستعادة كنيسة إنجلترا للتواصل الكامل مع كنيسة روما. غادر نحو ألف بروتستانتي إنجليزي، الذين عُرفوا باسم المنفيين الماريان، البلاد لأسباب دينية. لم يرحَب بهم في الأراضي اللوثرية الألمانية، فأسس المنفيون الكنائس البروتستانتية الإنجليزية في مدن الراين، كفيسل وفرانكفورت وستراسبورغ، وفي مدن سويسرية كزيورخ وبازل وجنيف. تعرض البروتستانت الإنجليز لأفكار وممارسات الكنائس الكالفينية خلال فترة المنفى، مثلما حدث في جنيف الإصلاحية، وسيسعى كثير منهم لاحقًا إلى تنفيذ تلك الأفكار في إنجلترا بعد وفاة ماري.